# Championnat du Brésil masculin de volley-ball

## Historique
Jusque dans les années 1960, les compétitions de volley-ball n'avaient lieu qu'au niveau des États brésiliens, et non au niveau national. Une compétition regroupant les meilleures équipes des États de Rio de Janeiro, de São Paulo et du Minas Gerais, le Taça Brasil Tournament, a lieu en 1976 en tant que championnat national du Brésil.
À partir de 1978, la compétition est ouverte à tous les clubs, est amateur et disputée sur deux ans. Elle devient annuelle et de plus en plus professionnelle à partir de 1981. Son appellation actuelle de Superliga date de 1994.

## Palmarès
| - 1976 : Botafogo Rio de Janeiro - 1978 : Banespa São Paulo - 1980 : Pirelli Santo André - 1981 : Atlântica Boa Vista Rio de Janeiro - 1982 : Pirelli Santo André - 1983 : Pirelli Santo André - 1984 : Minas Belo Horizonte - 1985 : Minas Belo Horizonte - 1986 : Minas Belo Horizonte - 1987 : Banespa São Paulo - 1989 : Pirelli Santo André - 1990 : Banespa São Paulo - 1991 : Banespa São Paulo - 1992 : Banespa São Paulo - 1993 : Suzano São Paulo | - 1994 : Suzano São Paulo - 1995 : Frangosul - 1996 : Olympikus Campinas - 1997 : Suzano São Paulo - 1998 : Ulbra Canoas - 1999 : Ulbra Canoas - 2000 : Minas Belo Horizonte - 2001 : Minas Belo Horizonte - 2002 : Minas Belo Horizonte - 2003 : Ulbra Canoas - 2004 : Unisul São José - 2005 : Banespa São Bernardo do Campo - 2006 : Cimed Florianópolis - 2007 : Minas Belo Horizonte - 2008 : Cimed Florianópolis | - 2009 : Cimed Florianópolis - 2010 : Cimed Florianópolis - 2011 : Sesi São Paulo - 2012 : Sada Cruzeiro - 2013 : RJ Vôlei - 2014 : Sada Cruzeiro - 2015 : Sada Cruzeiro - 2016 : Sada Cruzeiro - 2017 : Sada Cruzeiro - 2018 : Sada Cruzeiro - 2019 : Vôlei Taubaté - 2020 : Compétition annulée - 2021 : Vôlei Taubaté - 2022 : Sada Cruzeiro - 2023 : Sada Cruzeiro |